# Aegomorphus francottei
Aegomorphus francottei es una especie de escarabajo longicornio del género Aegomorphus,  subfamilia Lamiinae. Fue descrita científicamente por Sama en 1994.
Se distribuye por Francia, Rumanía, Grecia, Polonia, Serbia, Yugoslavia y Macedonia. Mide 12,6-17 milímetros de longitud.